# Maurice Gatsonides
Maurice „Maus” Gatsonides (ur. 14 lutego 1911 w Gombong, zm. 29 listopada 1998 w Heemstede) – holenderski kierowca rajdowy i wynalazca.

## Życiorys
Gatsonides urodził się w mieście Gombong położonym w prowincji Jawa Środkowa w Holenderskich Indiach Wschodnich (obecnie Indonezja). W 1958 założył firmę "Gatsometer BV" w Holandii. Wynalazca fotoradaru Gatso, pierwszego urządzenia służącego do pomiaru prędkości używanego do dziś przez policję w wielu państwach świata.